# Hibiscus (Software)
O Hibiscus é um software livre sob a Licença Pública Geral GNU para a liquidação de pagamentos. O programa compatível com múltiplos bancos suporta o padrão alemão HBCI para banco eletrônico, tanto com PIN / TAN, quanto com disco de chave e cartão com chip, este último, no entanto, somente no Windows e no Linux. A partir da versão 2.0, o Hibiscus também pode manipular SMS TAN.
Fazia parte da distribuição do Linux o Bankix, que às vezes era distribuído através da revista de informática.
Com o programa, saldos e vendas podem ser consultados, transferências individuais e coletivas, bem como ordens estacionárias podem ser processadas, transferências entre subcontas podem ser feitas, bem como débitos individuais e coletivos podem ser gerados. Além disso, as transferências de datas e a consulta de contas desbloqueadas são suportadas. As vendas podem ser atribuídas a categorias - também automaticamente usando palavras-chave ou termos de pesquisa regulares. Essas categorias podem ser destacadas com cores livremente definíveis. O programa tem uma riqueza de funções de exportação / importação como o formato PDF (Portable Document Format), HTML (Hypertext Markup Language), XML (Extensible Markup Language), o método de troca de mídia, MT940 e CSV.